# Djerba - Midoun (délégation)
Djerba - Midoun est une délégation tunisienne dépendant du gouvernorat de Médenine.
| Hommes | Classe d’âge | Femmes |
| ------ | ------------ | ------ |
| 1 355  | 75 ou +      | 1 630  |
| 4 127  | 60-74 ans    | 4 296  |
| 7 229  | 45-59 ans    | 7 159  |
| 7 911  | 30-44 ans    | 8 843  |
| 7 202  | 15-29 ans    | 7 071  |
| 8 969  | 0-14 ans     | 8 645  |